# Bahnhof Mori
Der Bahnhof Mori (jap. 森駅, Mori-eki) ist ein Bahnhof auf der japanischen Insel Hokkaidō. Er befindet sich in der Unterpräfektur Oshima auf dem Gebiet der Stadt Mori.

## Verbindungen
Mori ist ein Trennungsbahnhof an der Hakodate-Hauptlinie von Hakodate nach Sapporo, der bedeutendsten Bahnstrecke Hokkaidōs, die von der Gesellschaft JR Hokkaido betrieben wird. Etwa einen Kilometer östlich des Bahnhofs teilt sich die Strecke in zwei Äste: Den Hauptstrang der Hakodate-Hauptlinie und die östlich um den Vulkan Hokkaidō-Komagatake herum verlaufende Sawara-Zweigstrecke, die sich beide in Ōnuma wieder vereinen. In Mori halten die von Hakodate nach Sapporo verkehrenden Schnellzüge Hokuto und Super Hokuto. Zudem ist Mori End- und Ausgangspunkt aller Regionalzüge in Richtung Norden nach Oshamambe sowie auf beiden südlichen Zweigstrecken nach Hakodate.
An der Straße vor dem Bahnhof befindet sich eine Bushaltestelle, die von der Gesellschaft Hakodate Bus bedient wird.

## Anlage
Der Bahnhof liegt in der Nähe des Stadtzentrums, unmittelbar am Ufer der Uchiura-Bucht. Er besitzt acht Gleise, die in West-Ost-Richtung angeordnet sind. Drei davon dienen dem Personenverkehr; sie befinden sich am Hausbahnsteig und an einem Mittelbahnsteig. Eine gedeckte Überführung stellt die Verbindung zum Empfangsgebäude an der Südseite der Anlage her.

## Bilder

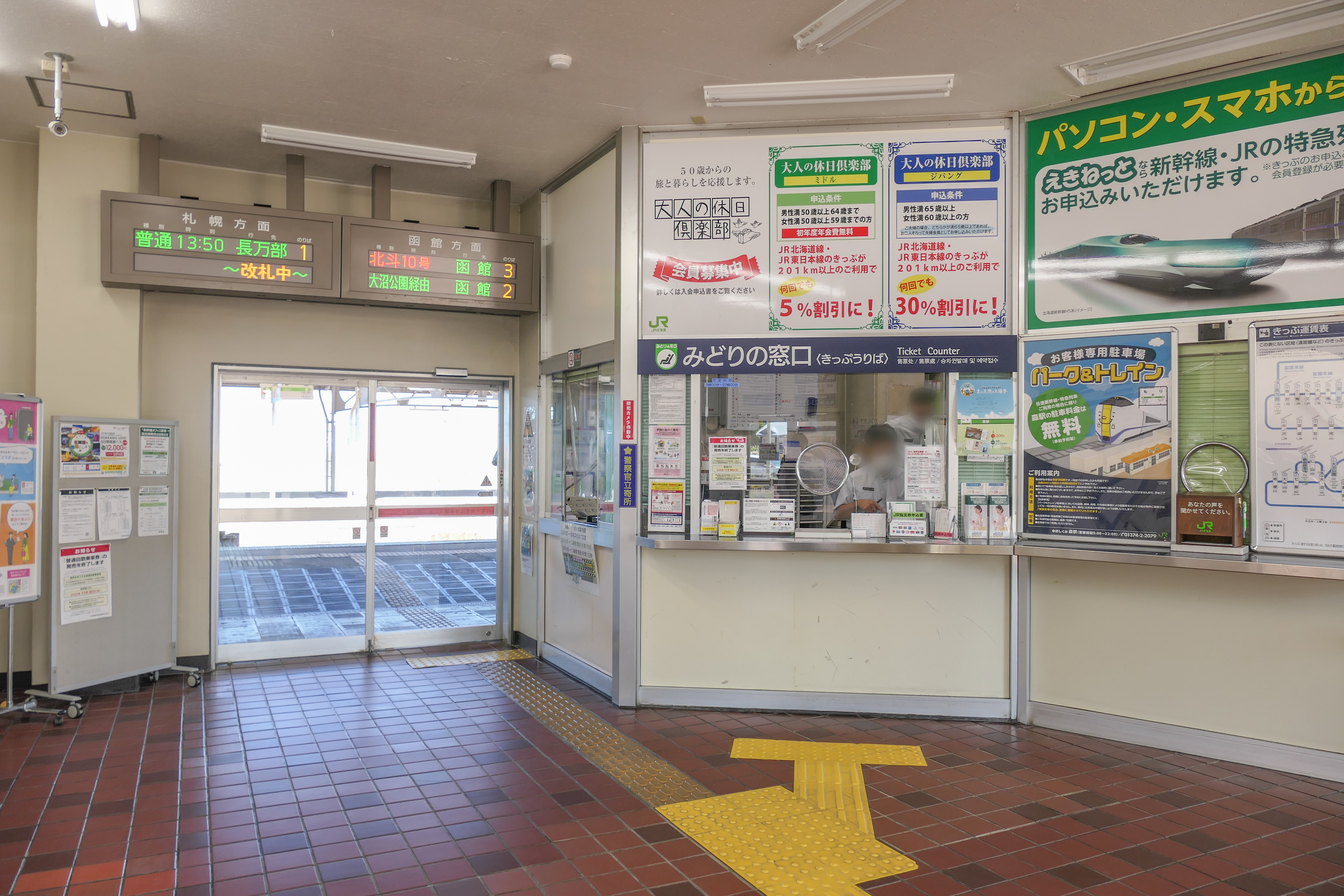
Verkaufsschalter
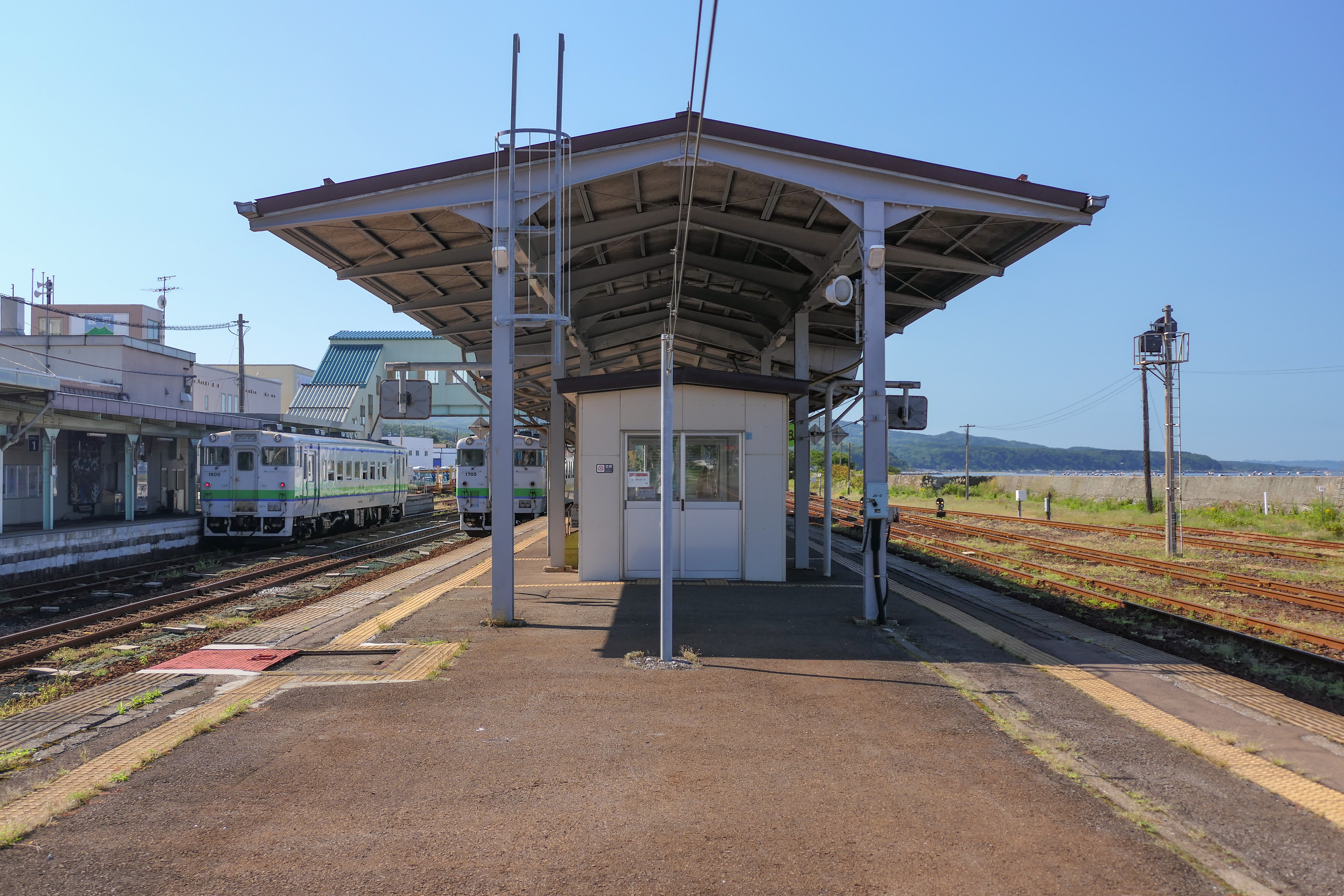
Mittelbahnsteig
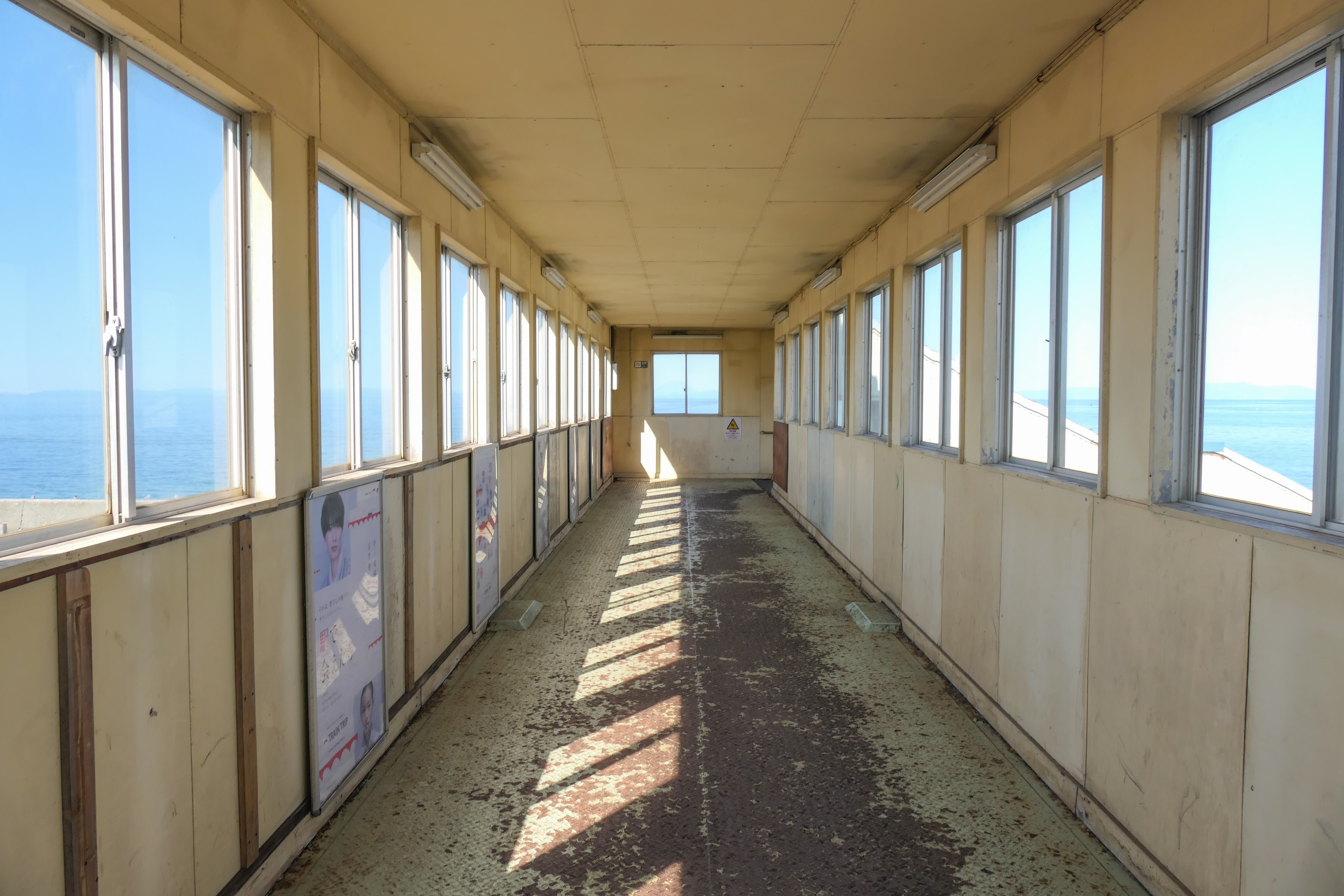
Überführung
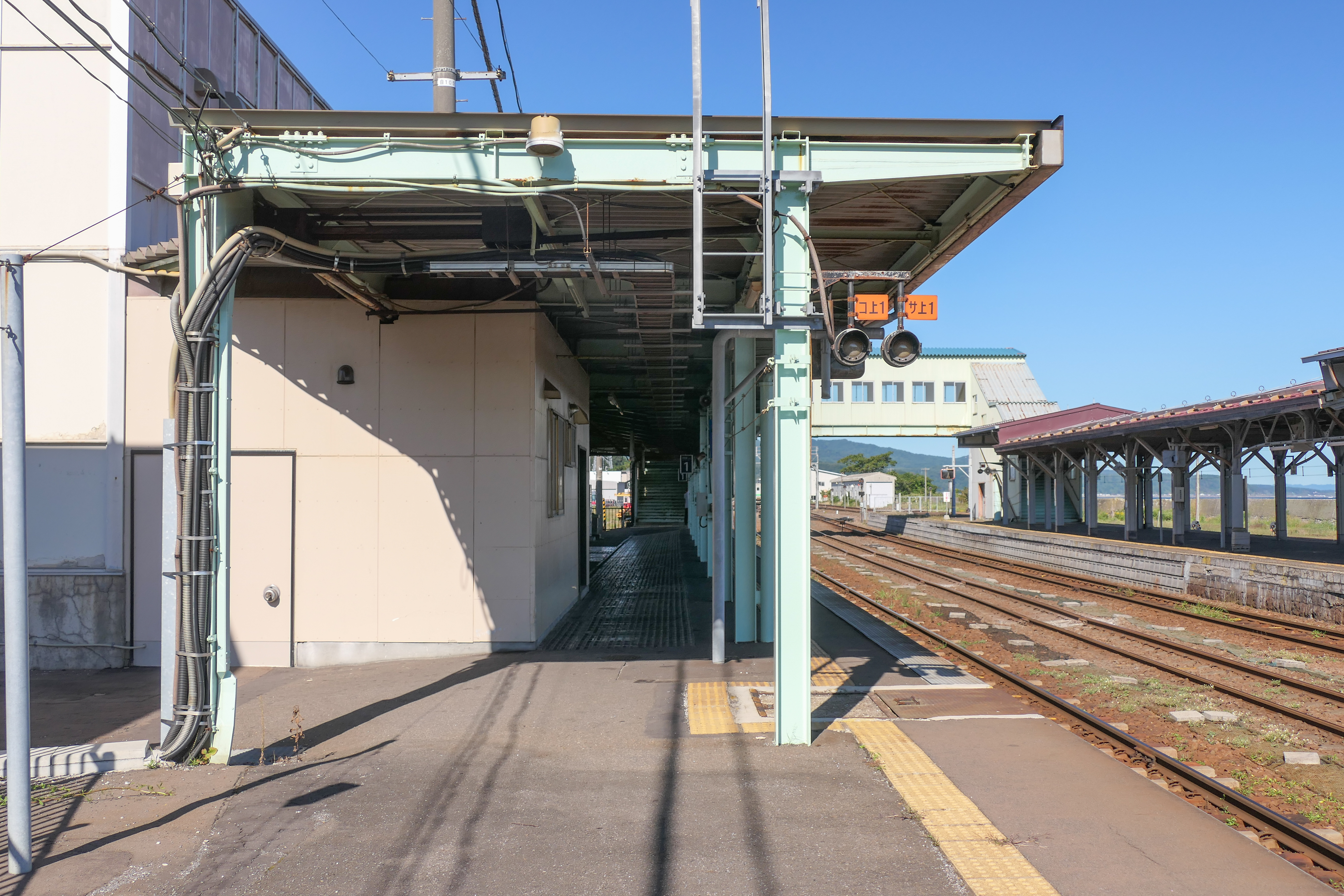
Hausbahnsteig
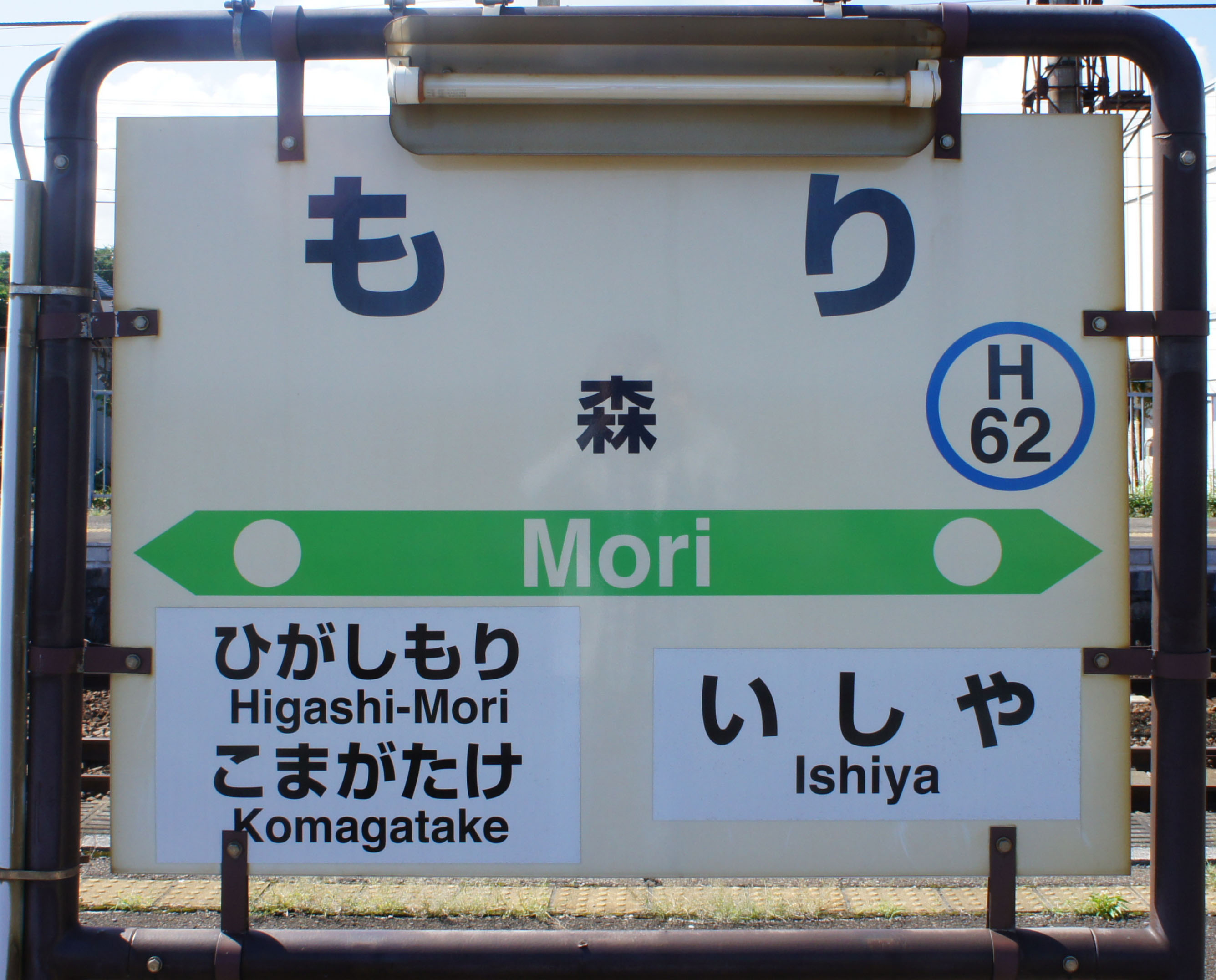
Bahnhofsschild (September 2017)

## Gleise
| 1 | ▉ Hakodate-Hauptlinie | Oshamambe • Higashi-Muroran • Sapporo |
| 2 | ▉ Hakodate-Hauptlinie | (Abstellgleis)                        |
| 3 | ▉ Hakodate-Hauptlinie | Ōnuma • Hakodate                      |

## Linien
| Verlauf der Hakodate-Hauptlinie |
| --- |
| Hakodate • Goryōkaku • Kikyō • Ōnakayama • Nanae • Shin-Hakodate-Hokuto • Niyama • Ōnuma • Ōnumakōen • Akaigawa • Komagatake • Mori • Katsuragawa • Ishiya • Hon-Ishikura • Ishikura • Otoshibe • Nodaoi • Yamakoshi • Yakumo • Washinosu • Yamasaki • Kuroiwa • Kita-Toyotsu • Kunnui • Oshamambe • Futamata • Warabitai • Kuromatsunai • Neppu • Mena • Rankoshi • Konbu • Niseko • Hirafu • Kutchan • Kozawa • Ginzan • Shikaribetsu • Niki • Yoichi • Ranshima • Shioya • Otaru • Minami-Otaru • Otaru-Chikkō • Asari • Zenibako • Hoshimi • Hoshioki • Inaho • Teine • Inazumikōen • Hassamu • Hassamuchūō • Kotoni • Sōen • Sapporo • Naebo • Shiroishi • Atsubetsu • Shinrinkōen • Ōasa • Nopporo • Takasago • Ebetsu • Toyohoro • Horomui • Kami-Horomui • Iwamizawa • Minenobu • Kōshunai • Bibai • Chashinai • Naie • Toyonuma • Sunagawa • Takikawa • Ebeotsu • Moseushi • Fukagawa • Osamunai • Chikabumi • Asahikawa Sawara-Zweigstrecke: Ōnuma • Chōshiguchi • Shikabe • Oshima-Numajiri • Oshima-Sawara • Kakarima • Oshironai • Higashi-Mori • Mori |

## Geschichte

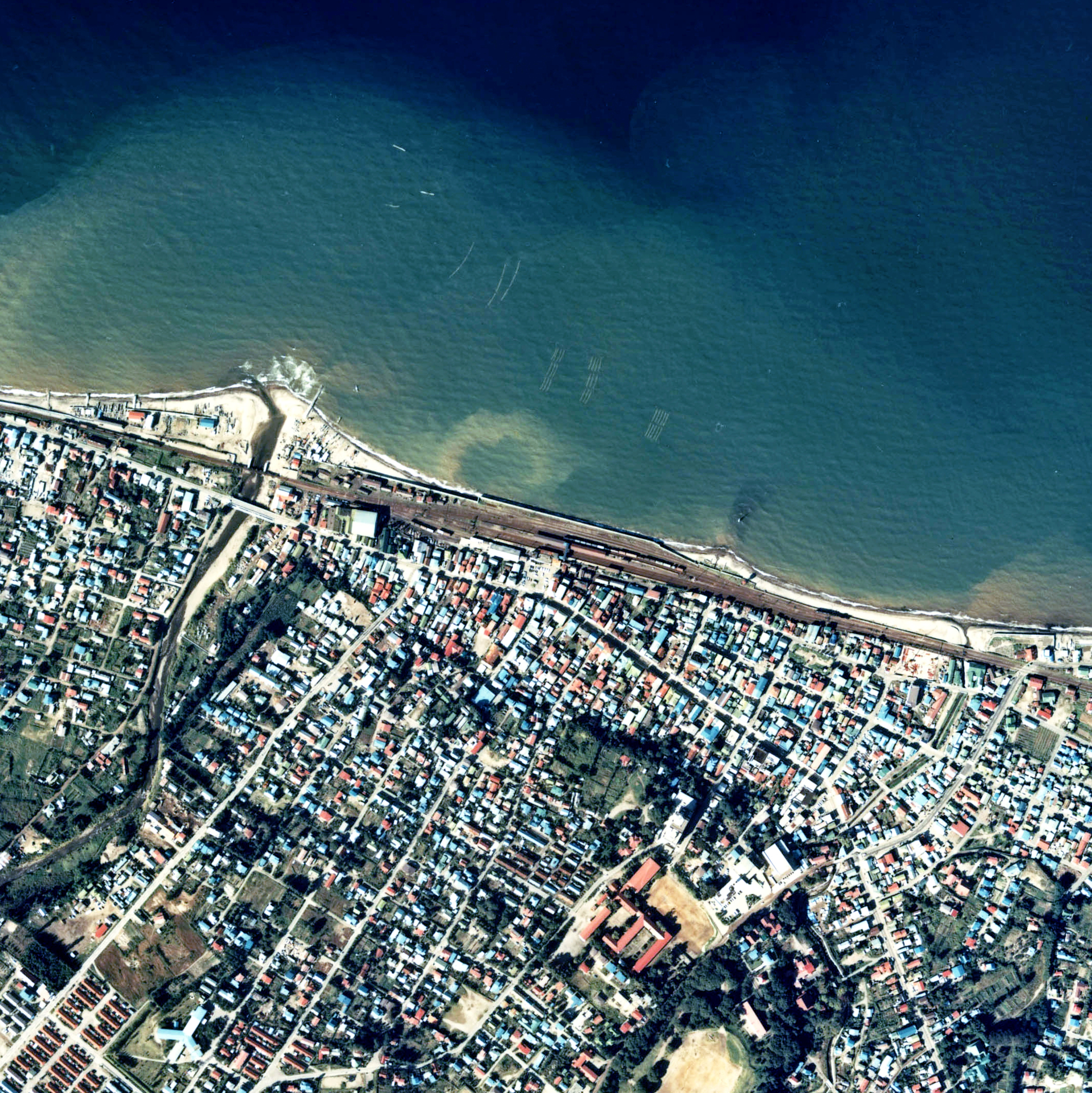
Luftansicht (1976)

Die Bahngesellschaft Hokkaidō Tetsudō eröffnete den Bahnhof am 28. Juni 1903, zusammen mit dem Abschnitt nach Hongō (heute Shin-Hakodate-Hokuto). Vier Monate lang war Mori die Endstation, bis zur Eröffnung des nördlich anschließenden Abschnitts nach Neppu am 3. November 1903. Nach der Verstaatlichung der Hokkaidō Tetsudō am 1. Juli 1907 war das Eisenbahnamt (das spätere Eisenbahnministerium) zuständig. Die Oshima Kaigan Tetsudō nahm am 25. Dezember 1927 eine 9,4 km lange Zweigstrecke nach Sunahara in Betrieb. Etwas mehr als 17 Jahre später übernahm das Eisenbahnministerium diese Bahn, legte sie still und ersetzte sie am 25. Januar 1945 durch die zum Teil parallel verlaufende Sawara-Zweigstrecke.
Die Japanische Staatsbahn baute zwischen 1974 und 1979 den Abschnitt zwischen Mori und Ishikura auf Doppelspur aus. Aus Rentabilitätsgründen stellte sie am 15. November 1982 den Güterumschlag ein, am 1. November 1986 auch die Gepäckaufgabe. Im Rahmen der Staatsbahnprivatisierung ging der Bahnhof am 1. April 1987 in den Besitz der neuen Gesellschaft JR Hokkaido über.